# Eurypyga helias
Eurypyga helias là một loài chim trong họ Eurypygidae. Loài này phân bố từ México đến miền nam Peru, và có 3 phân loài còn sinh tồn. Loài này có sự tương đồng về hình thái và phân tử với loài Rhynochetos jubatus phân bố ở New Caledonia, cho thấy chúng có nguồn gốc Gondwana, nên được xếp chung vào nhánh Eurypygiformes.

## Hình ảnh

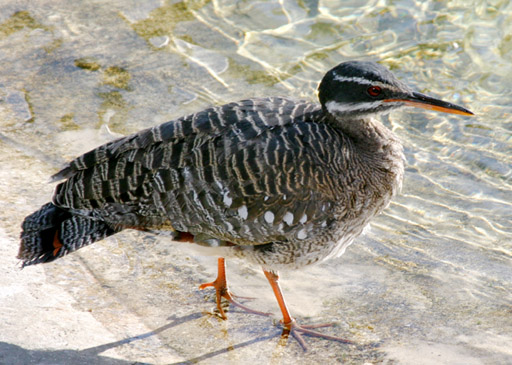
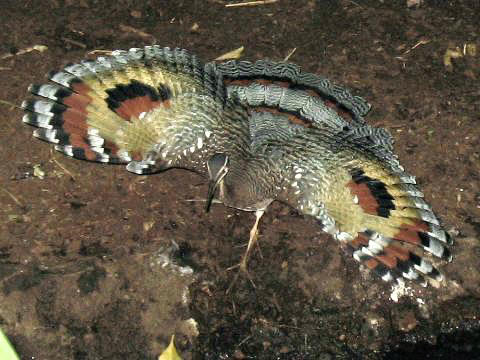
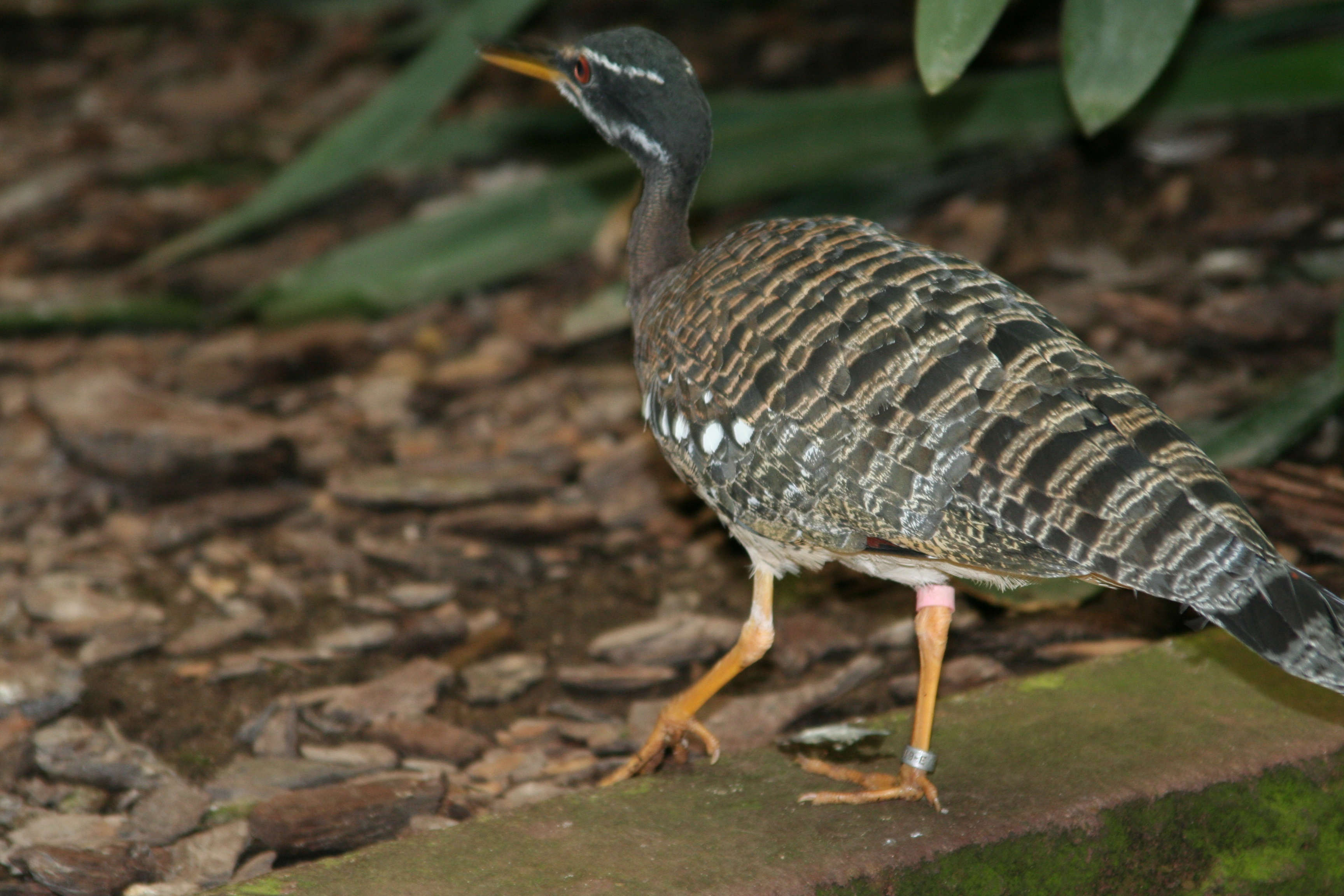
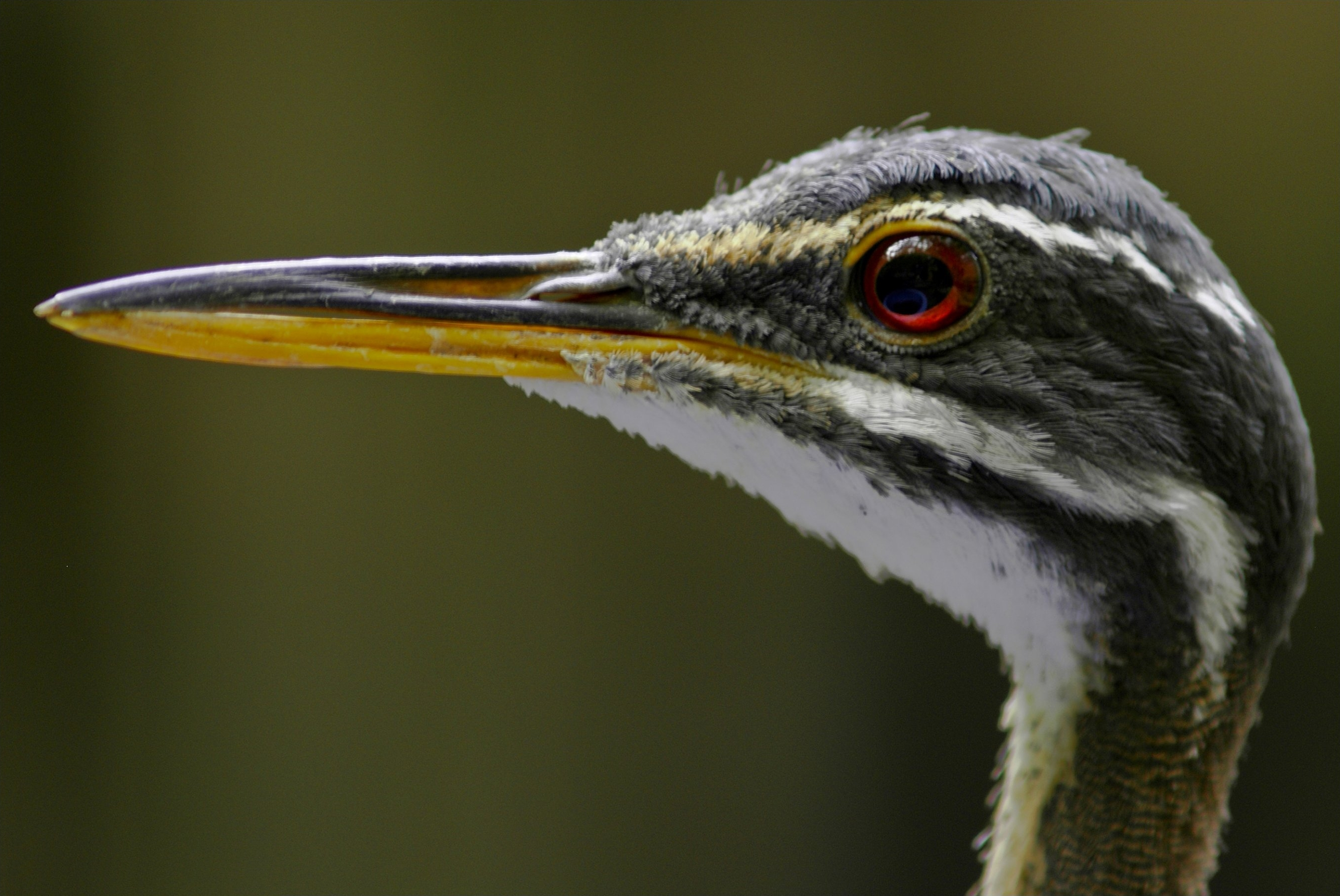

## Phân loài
Các phân loài của loài này gồm:
- Eurypyga helias major
- Eurypyga helias meridionalis
- Eurypyga helias helias